# بليد (فلم)
فيلم بليد (بالإنجليزية: BLADE) هي فيلم أمريكي أنتجت سنة 1998م ومن بطولة الفيلم الممثل الشهير ويسلي سنايبس ، وهذه الفيلم تعتبر الجزء الأول من نوعه.

## قصة الفيلم
كانت أمه إنسانة طبيعية وهي حاملة ، تعرضت إلى عضة من مصاصي الدماء ، فأختلط الدم الطبيعي بدم مصاصي الدماء في جنين الطفل.
وحينما كبر بليد ، كان بطل الفيلم لا يشعر بالخطر من الضوء لأنه أختلط الدم الطبيعي بالدم دراكولا ، فهو يقاوم تحت ضوء الشمس وهو قوي لا يقهر ، وحينما أسر من قبل أحد زعماء الداركولا ، وجد أمه صدفة وقاموا بسحب الدم منه ، وشعر بالخطر وهو يحتاج إلى الكثير من الدماء ليستعيد قوته فوجد إمراة تقف بجانب بطل الفيلم ، وقام بامتصاص الدماء ليقضي على زعيم الدراكولا ، وقد لحقه في شوارع موسكو ليقتله .

## وصلات خارجية
- مقالات تستعمل روابط فنية بلا صلة مع ويكي بيانات
- Blade turns Ten. Interviews with the cast members from the movie